# 加利福尼亚州科学院
加利福尼亚州科学院（英語：California Academy of Sciences）位於美國舊金山金門公園，是世界上最大型的自然歷史博物館，於2008年建築改裝。本館歷史起於1853年，是一個學習社會和科學研究的學校，同時也有展覽廳，於20世紀轉型成博物館。全面翻新後的主大樓於2008年9月27日開放。
該學院位於金門公園的主要建築於2008年完全重建，佔地面積37,000平方公尺。2020年初，在COVID-19大流行之前，加州科學院擁有約500名員工，年收入約為3,300萬美元。

## 圖片

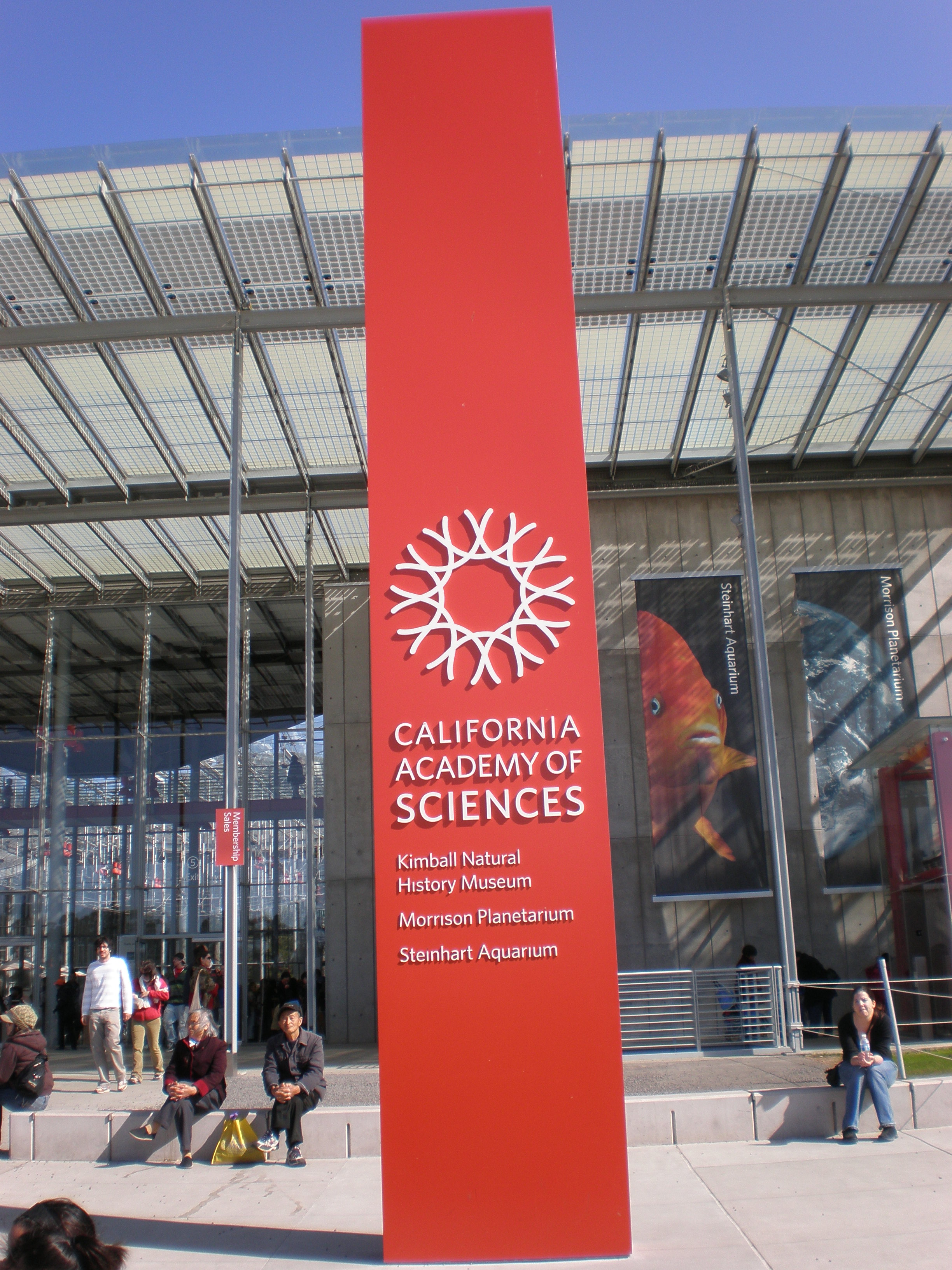
主入口
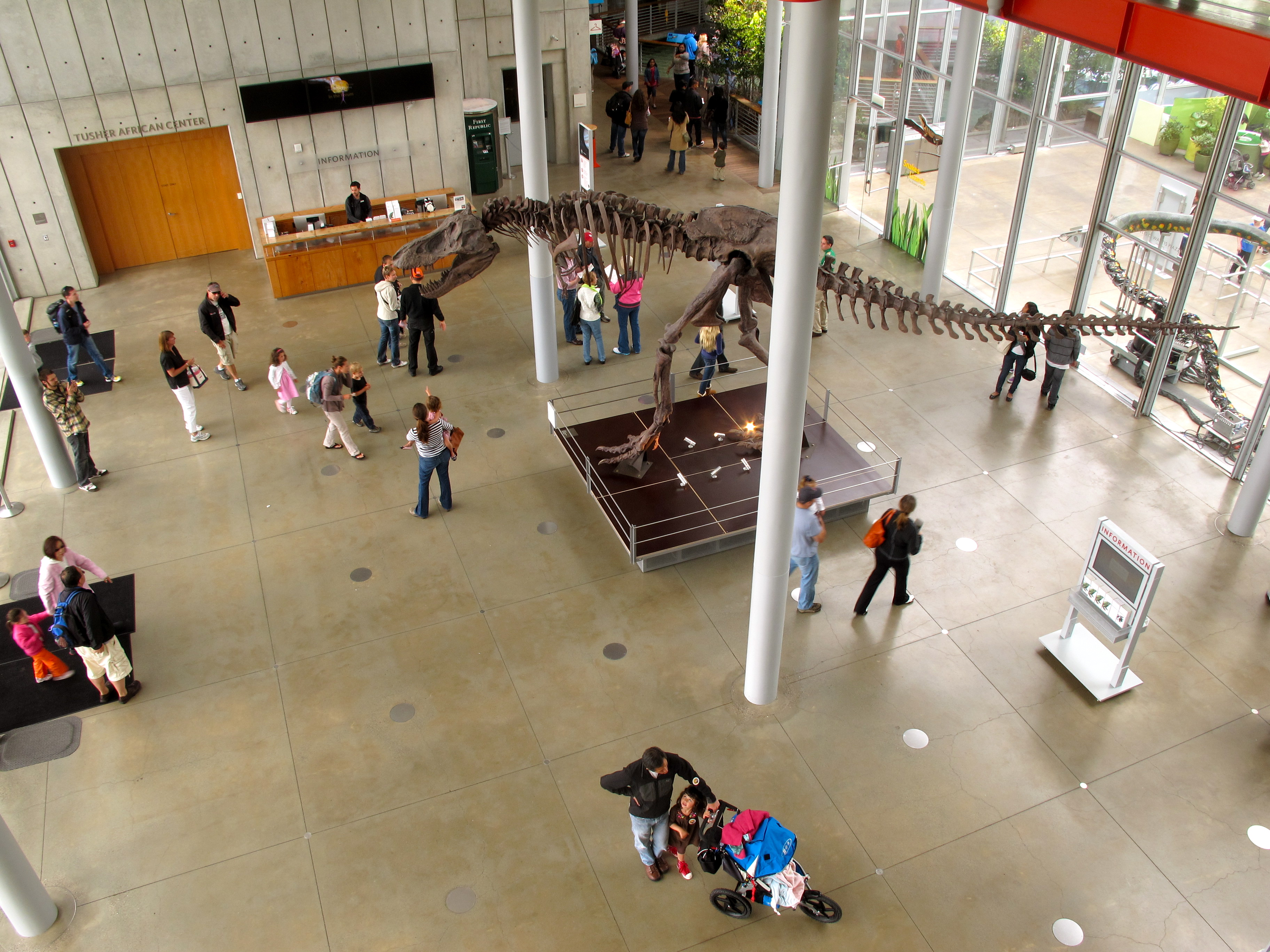
天窗照亮入口大廳
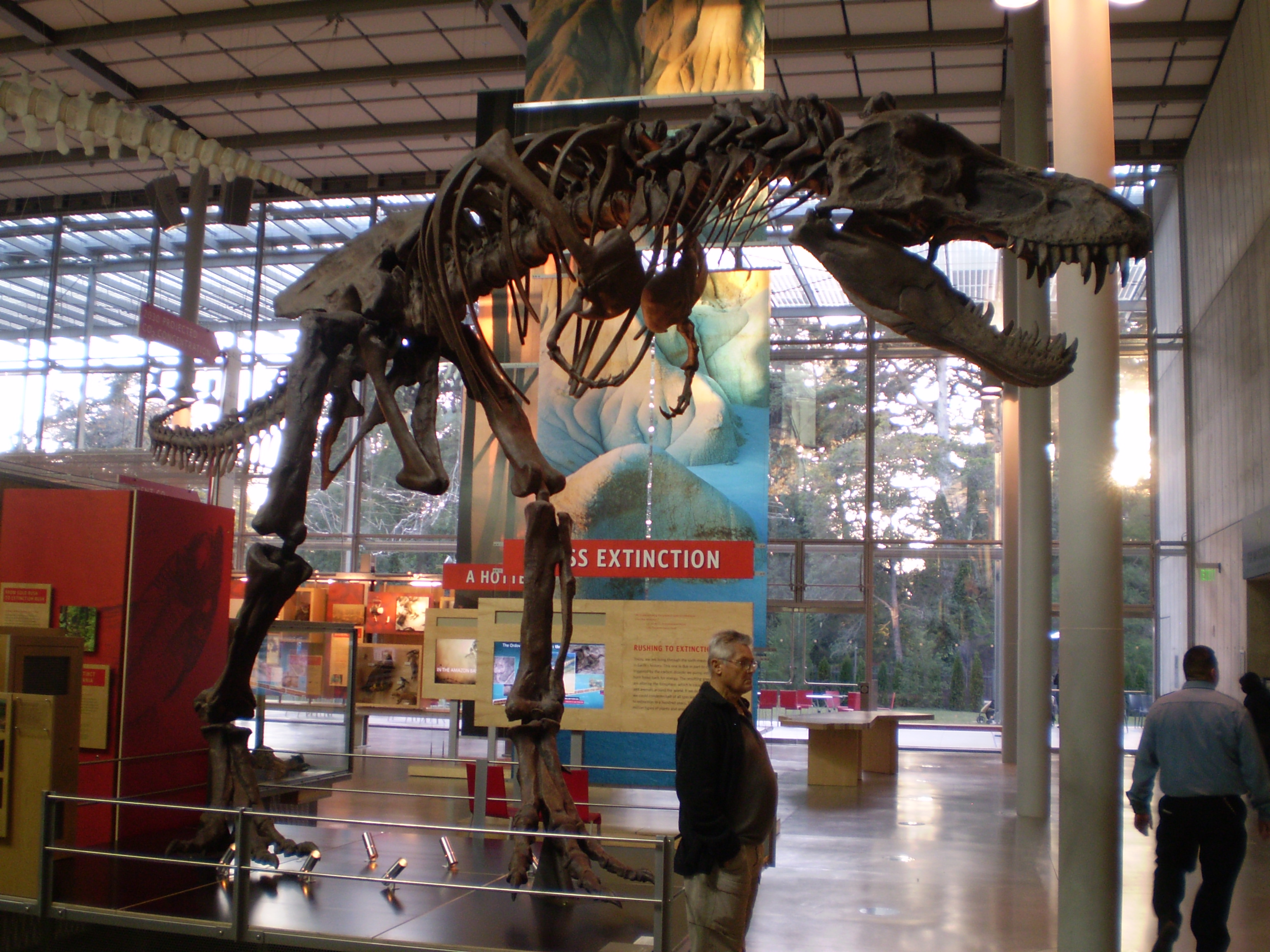
暴龍的骨骼
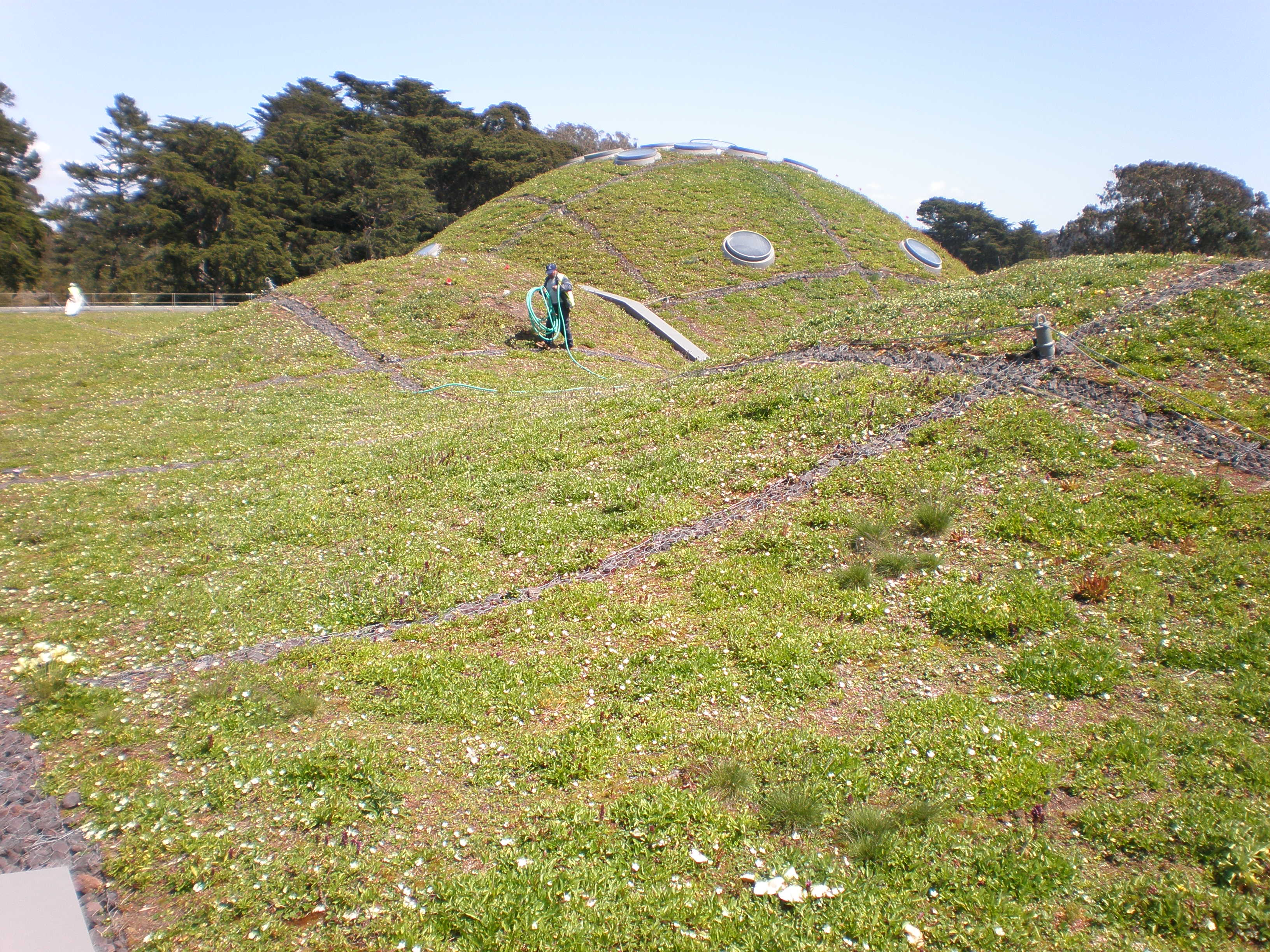
園丁揭示了屋頂景觀的規模
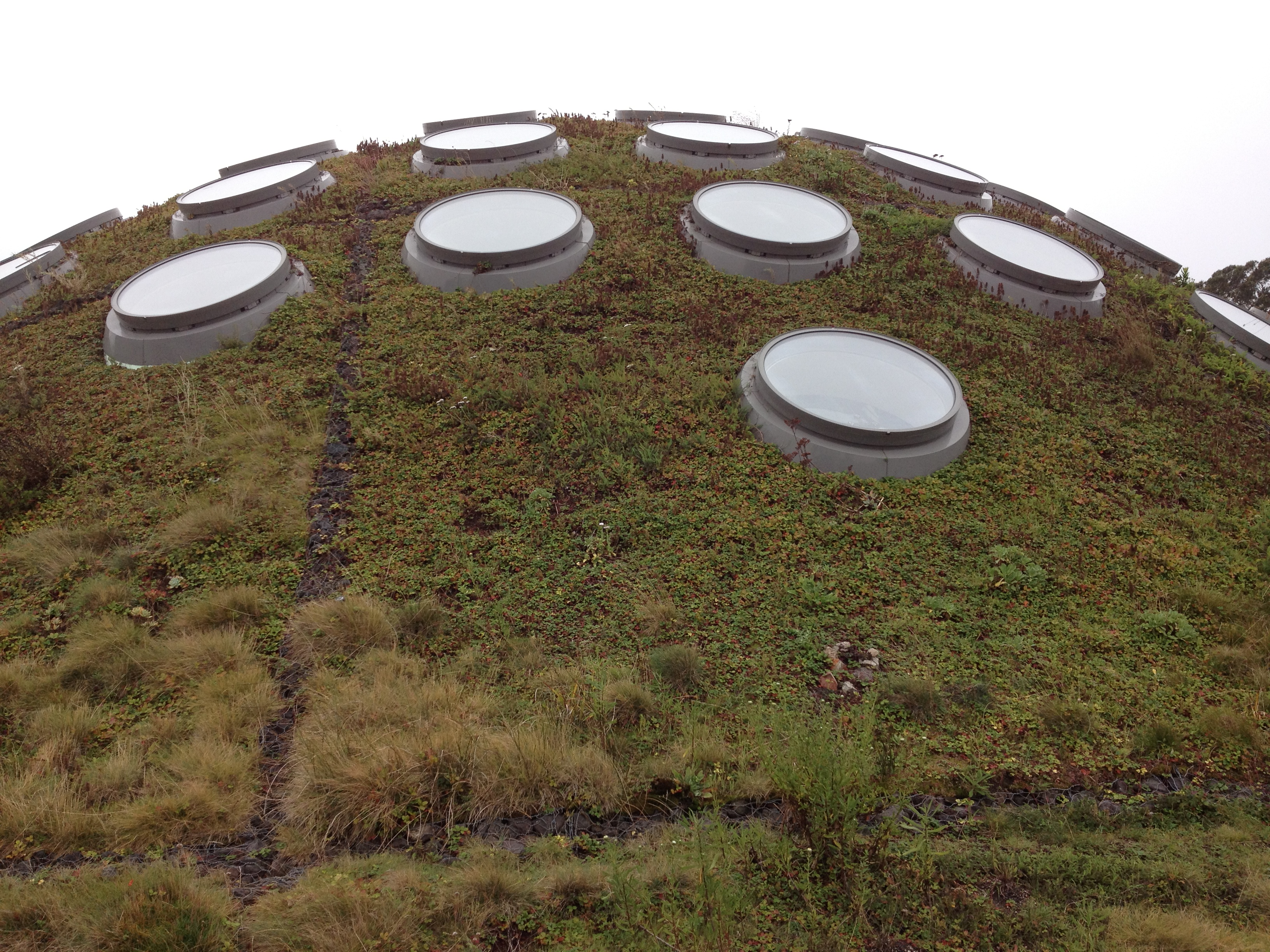
原生植被，在旱季
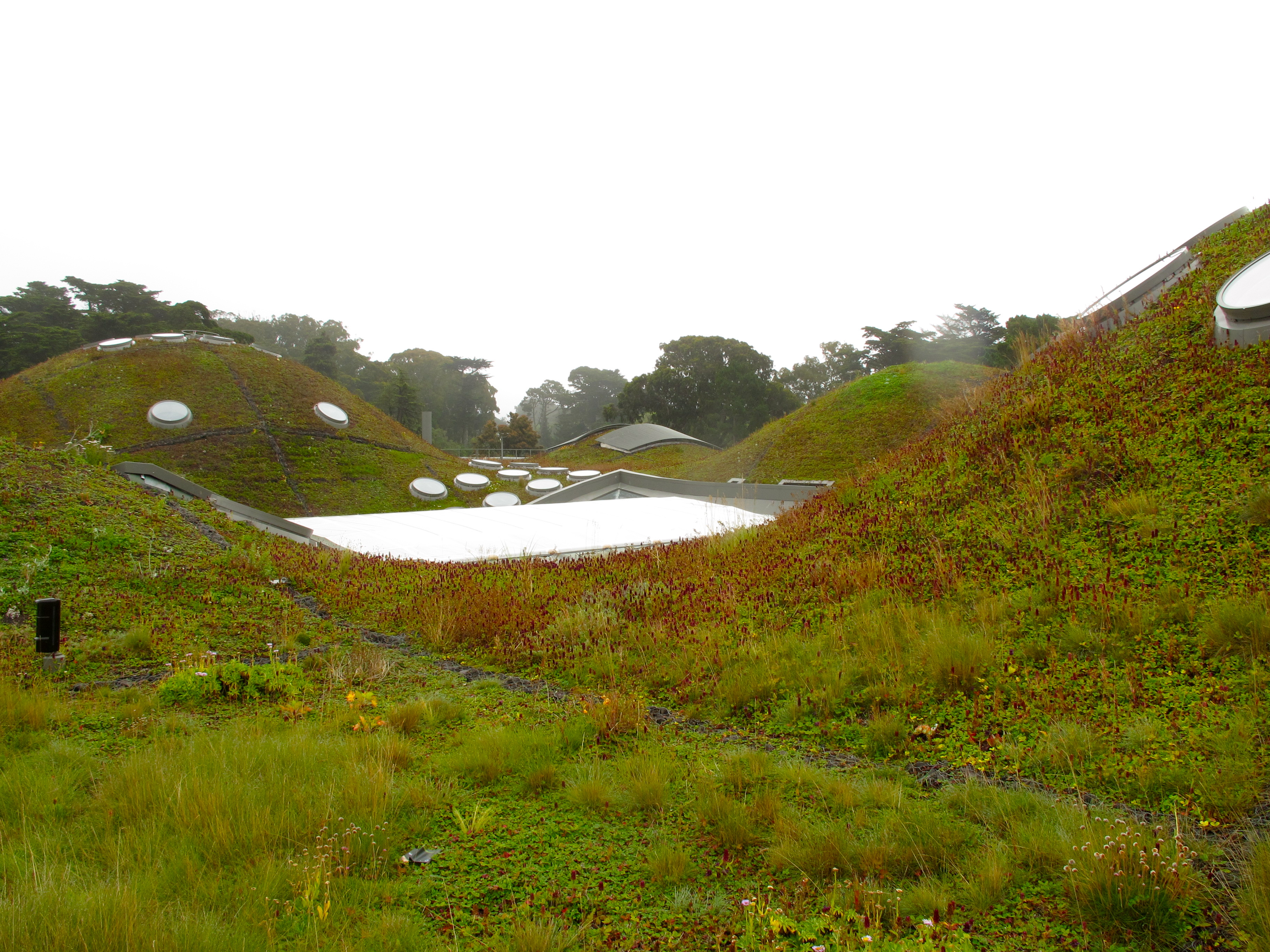
屋頂景觀類似於丘陵草地
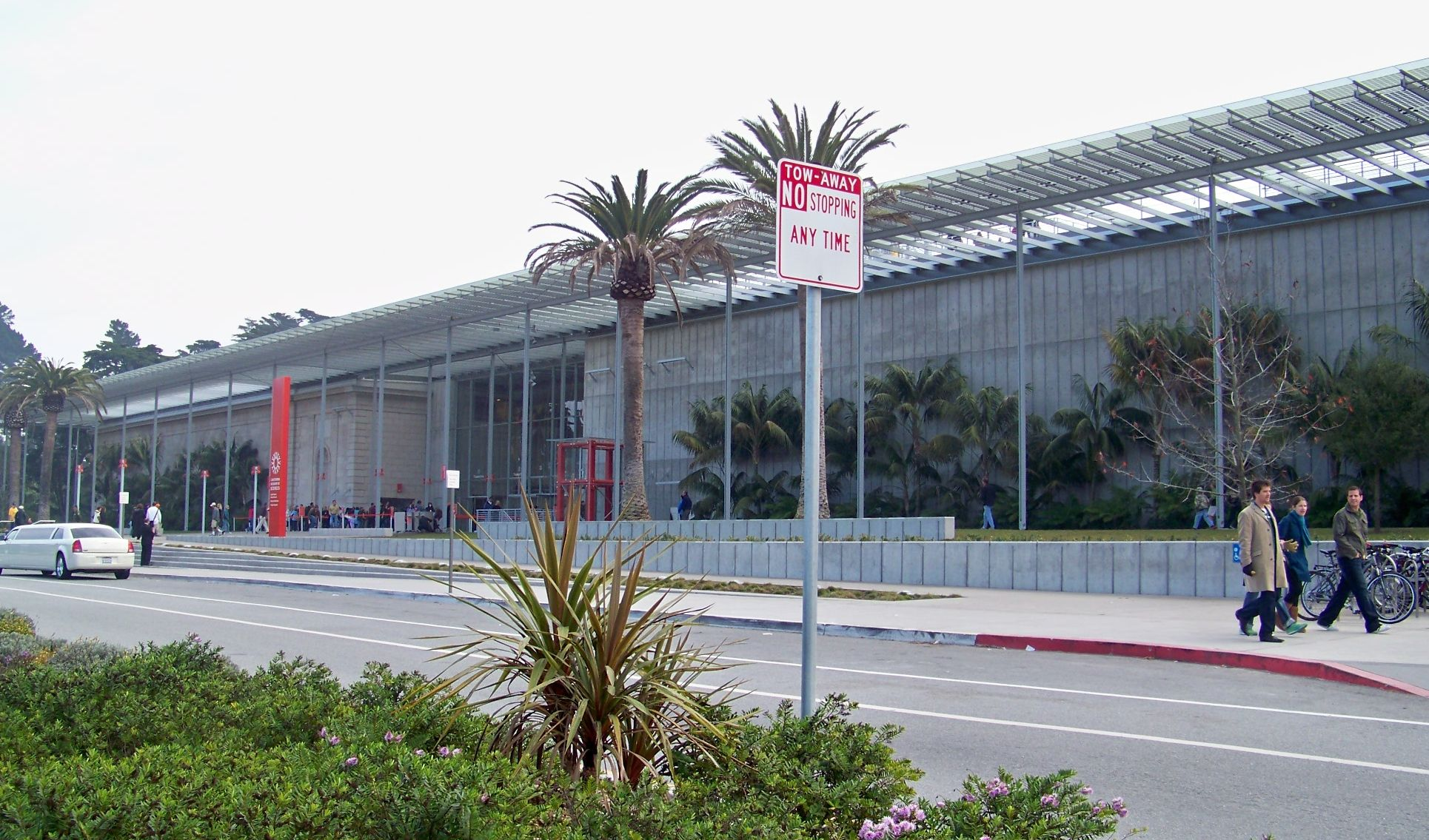
架空太陽能電池遮蔽入口立面
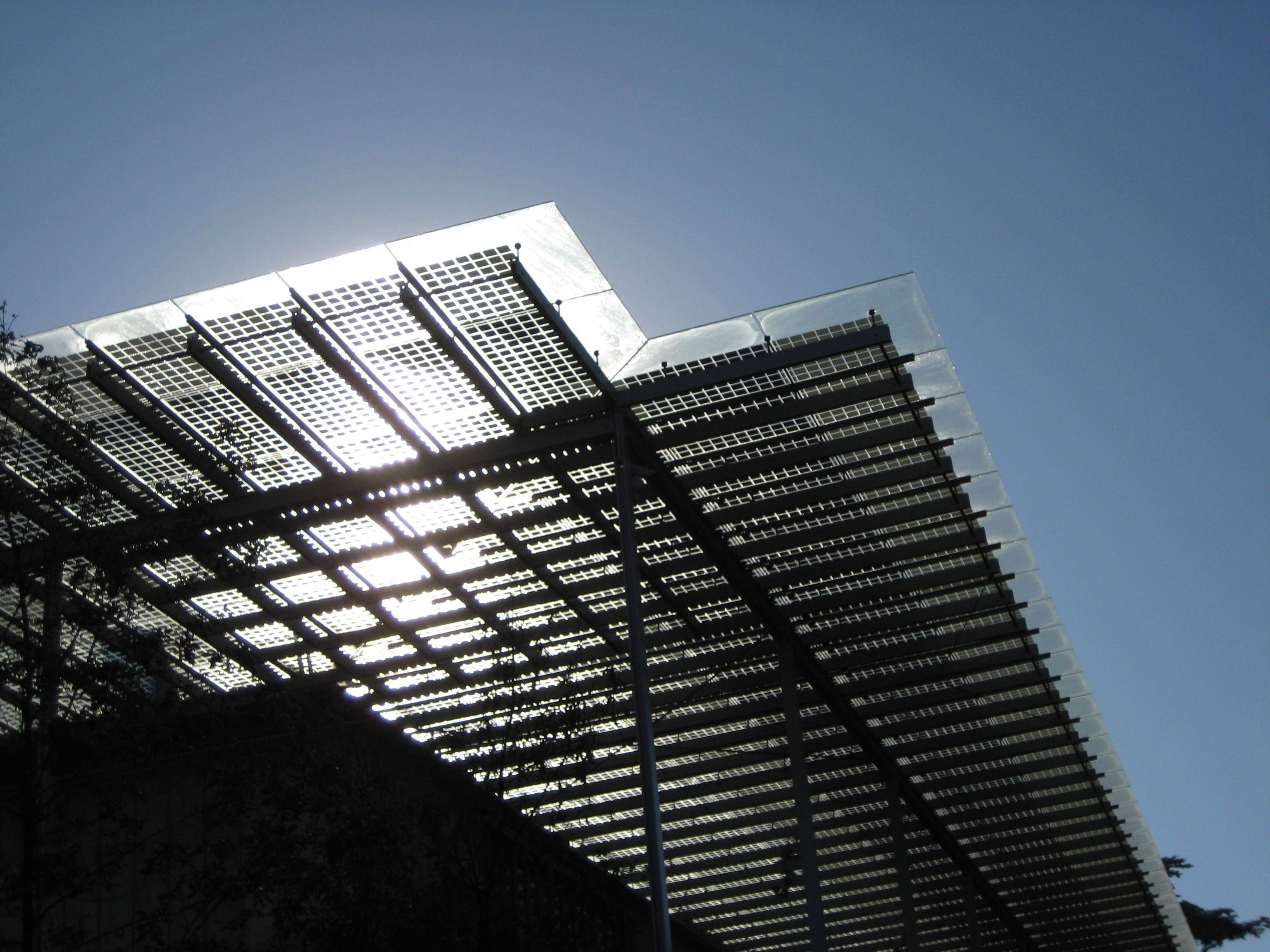
太陽能電池，從室外訪客等候區看
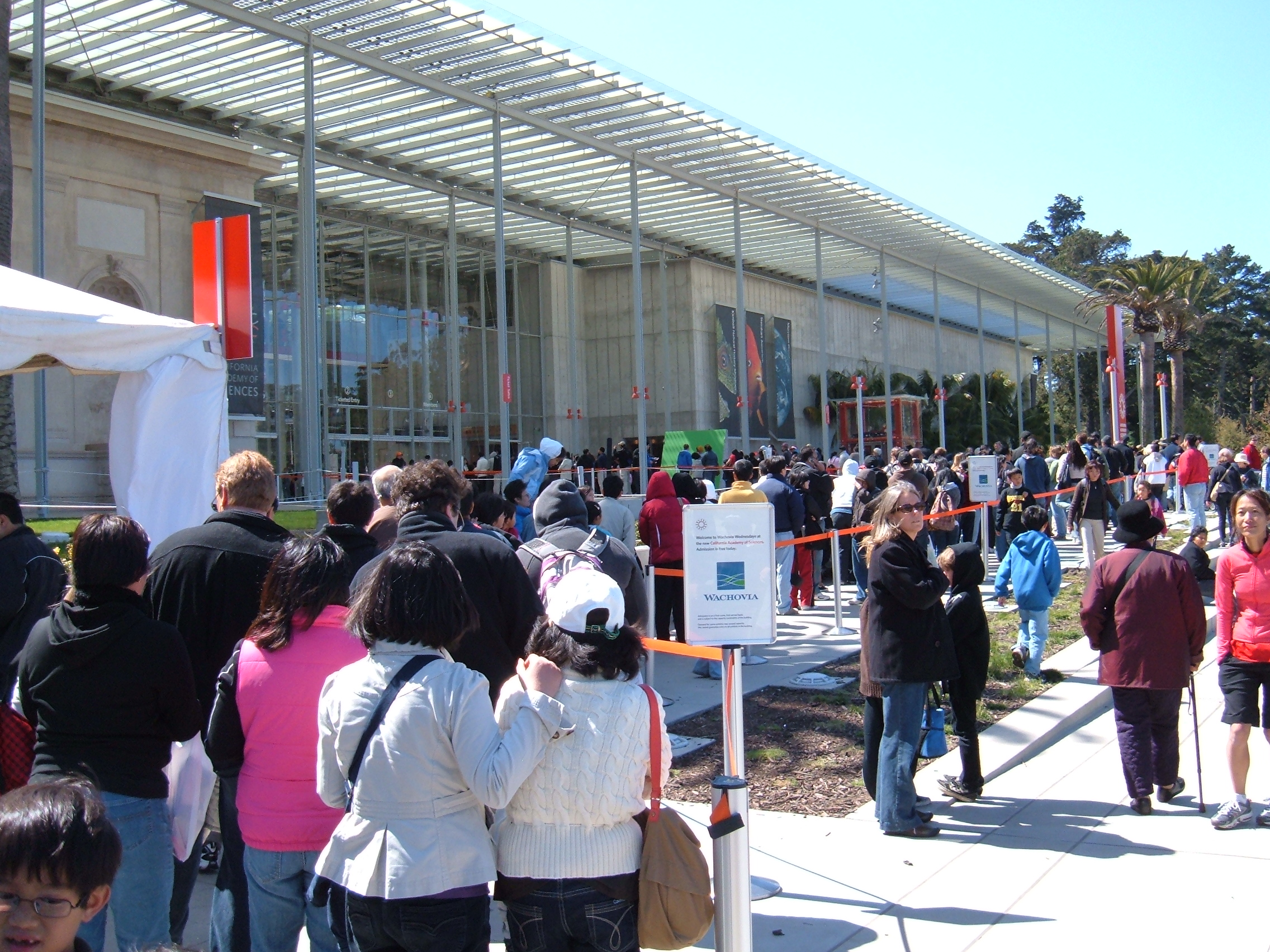
每月免費入場日訪客專區
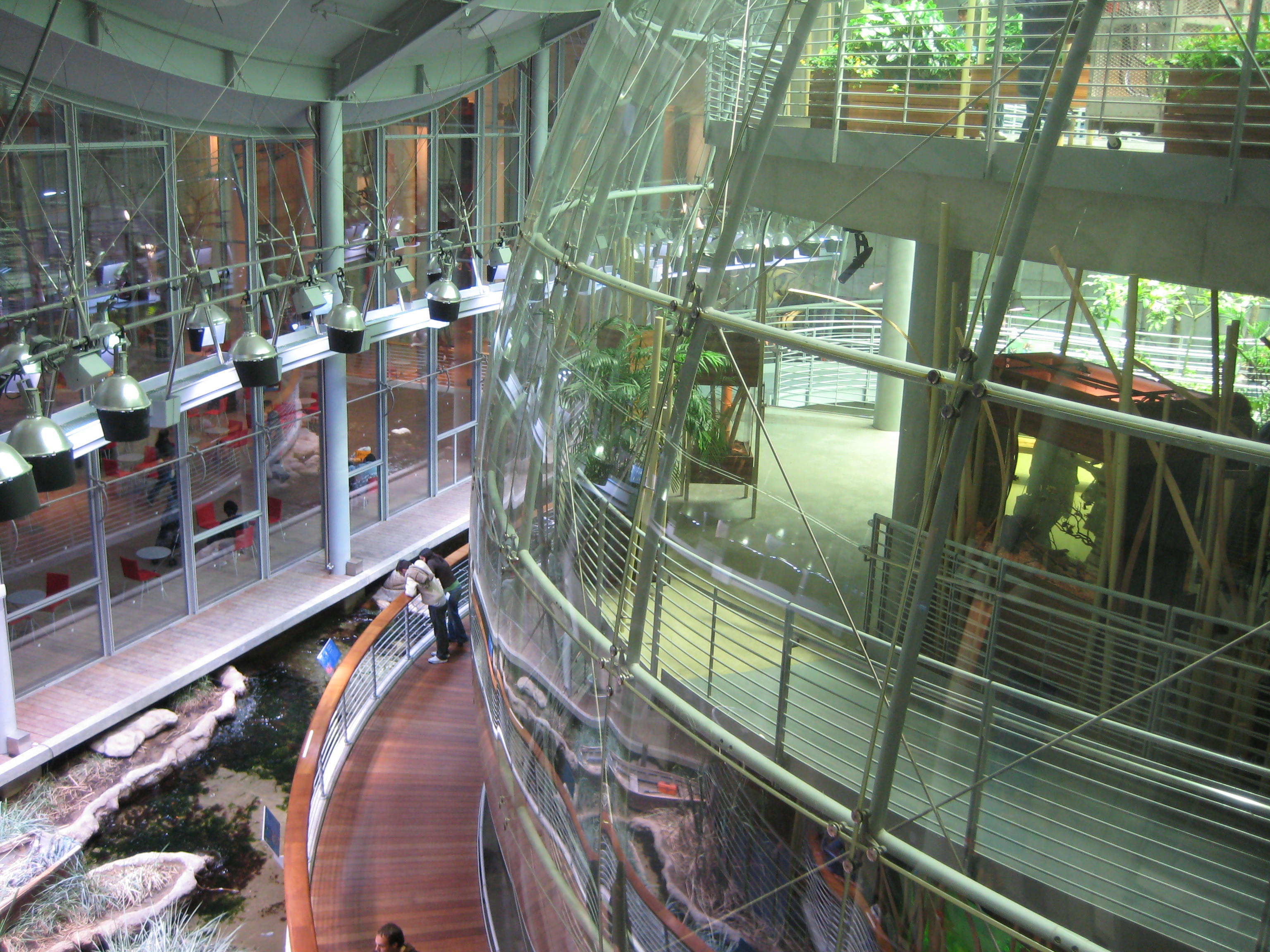
世界雨林圍欄
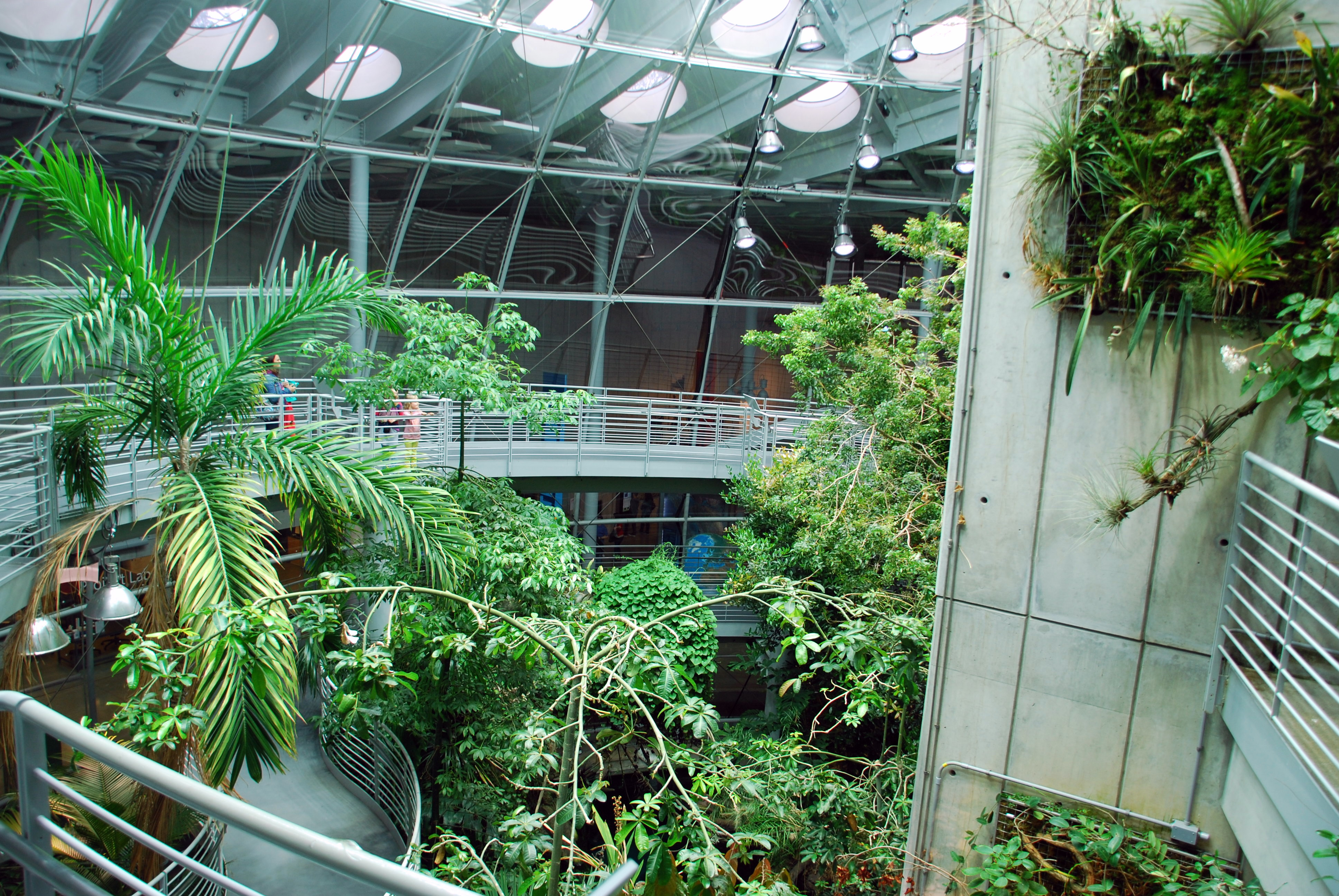
世界雨林內部
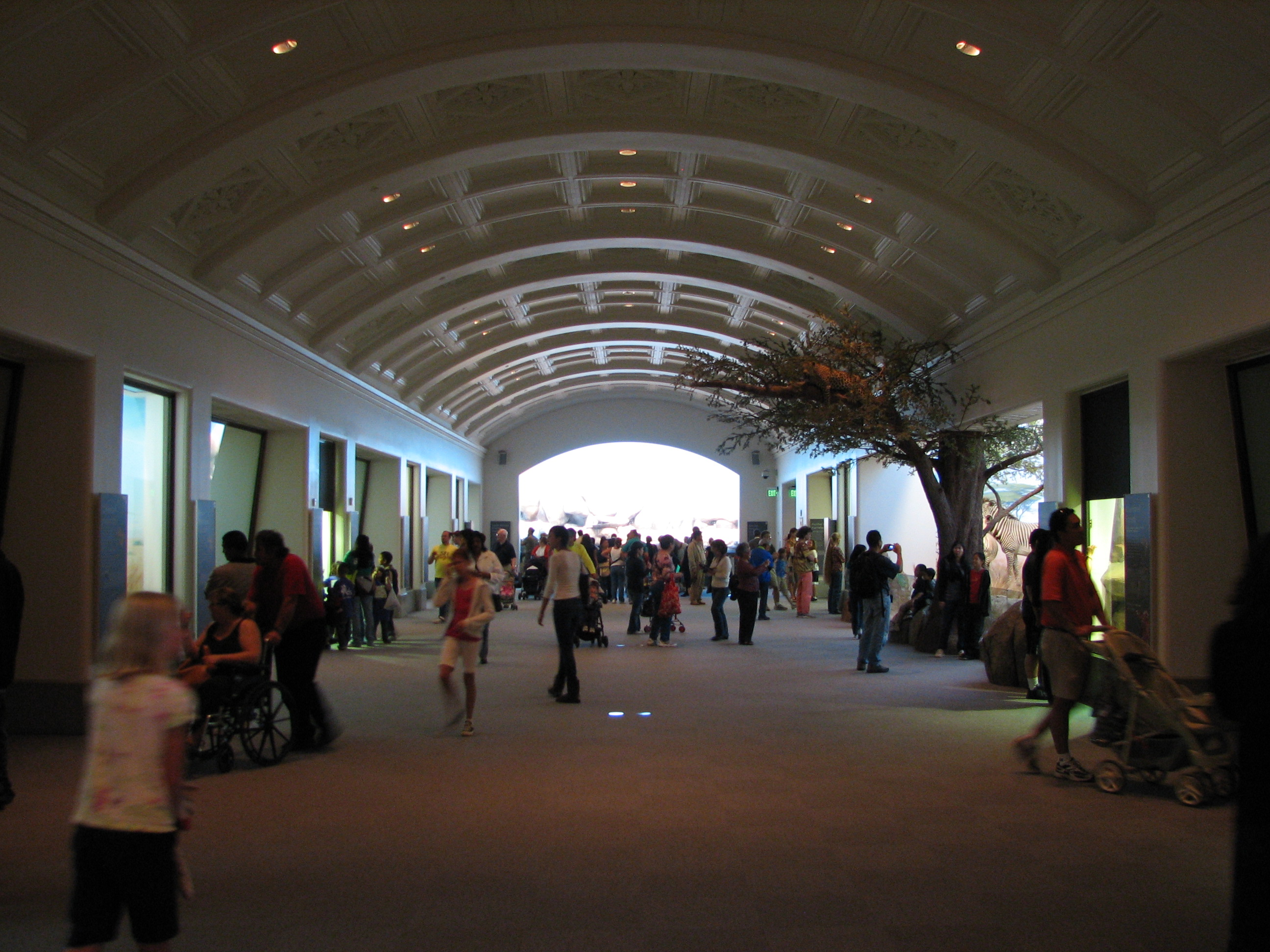
非洲館
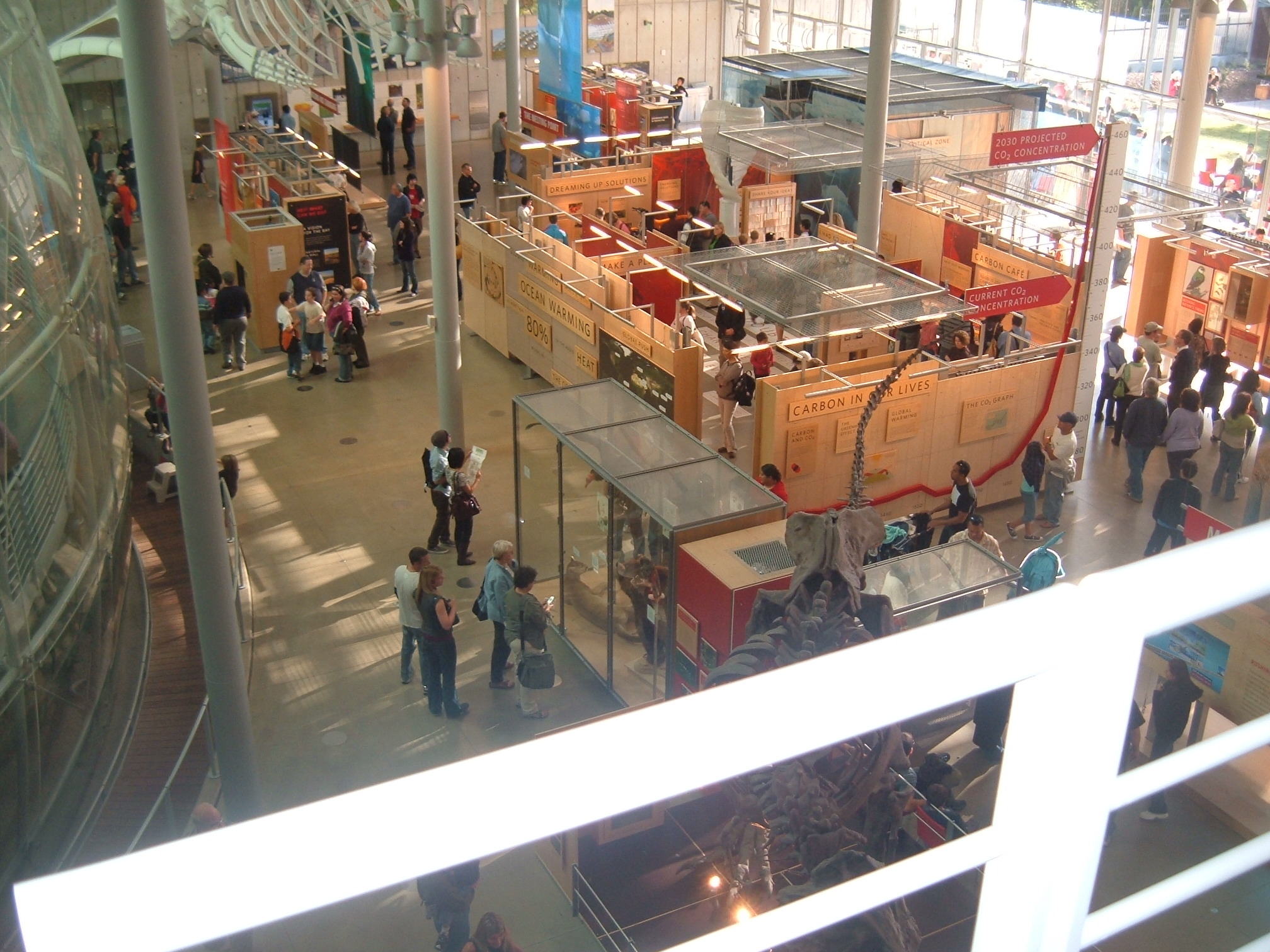
氣候變化展覽
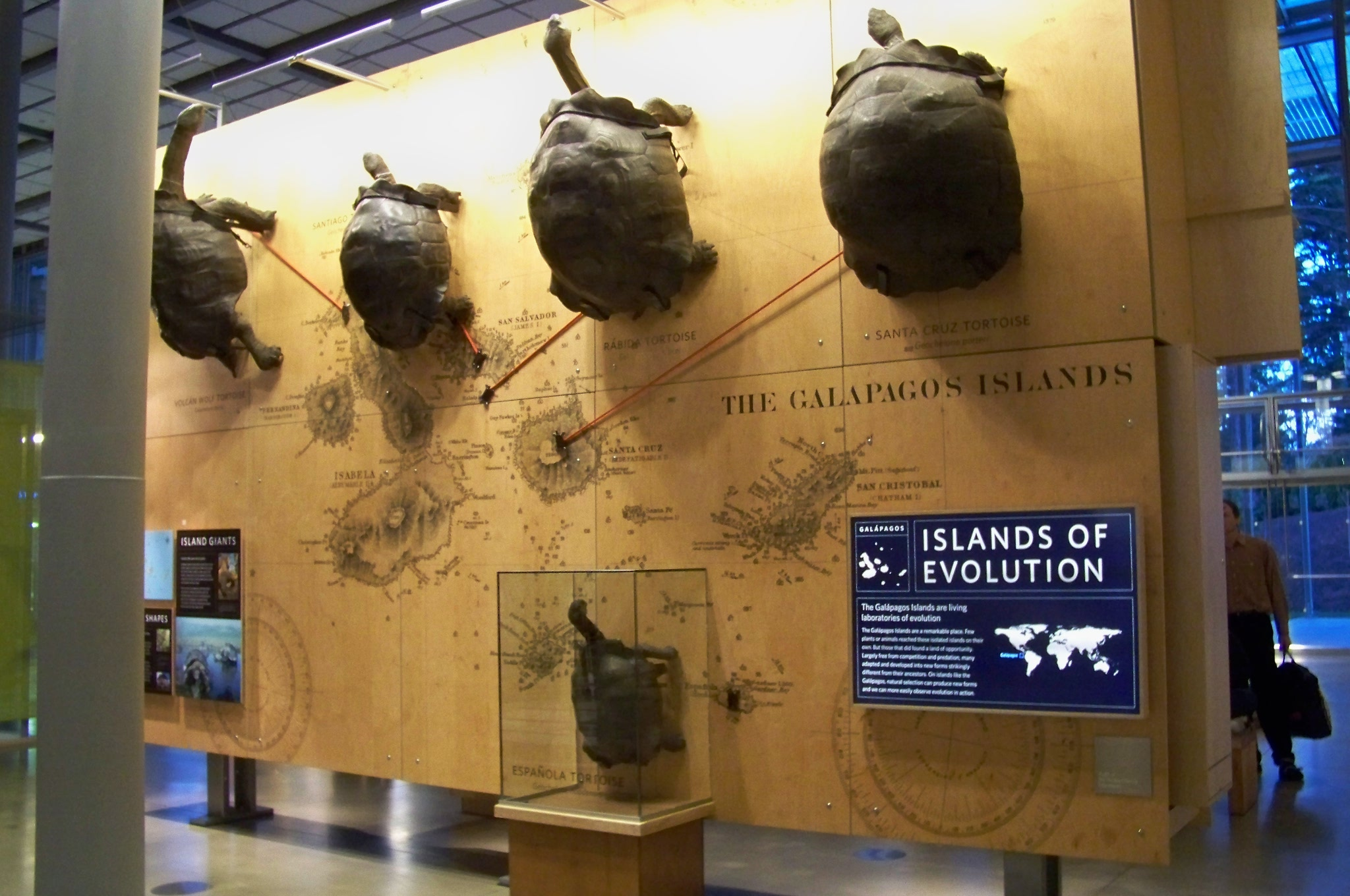
關於進化的展覽
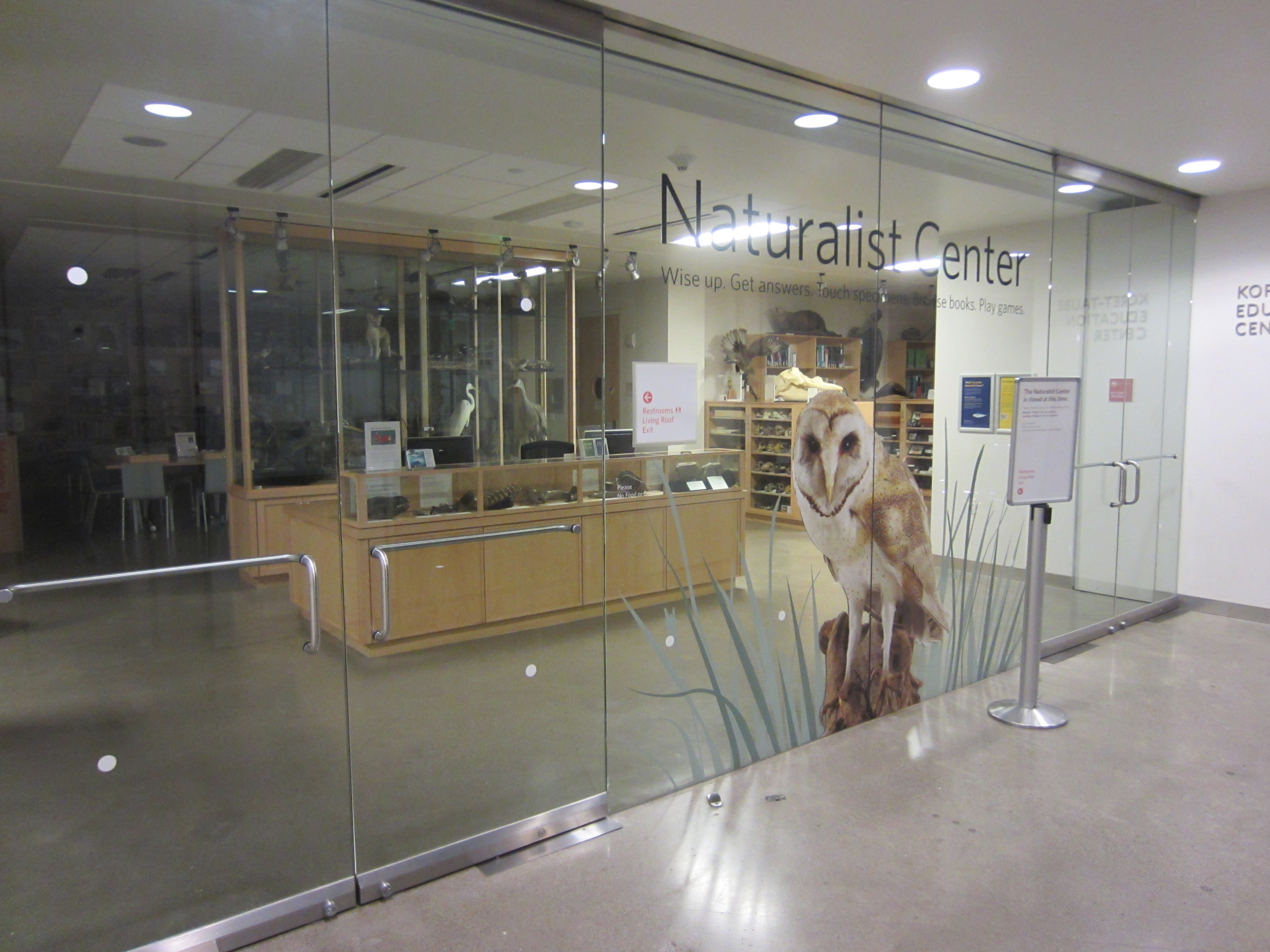
自然資源中心
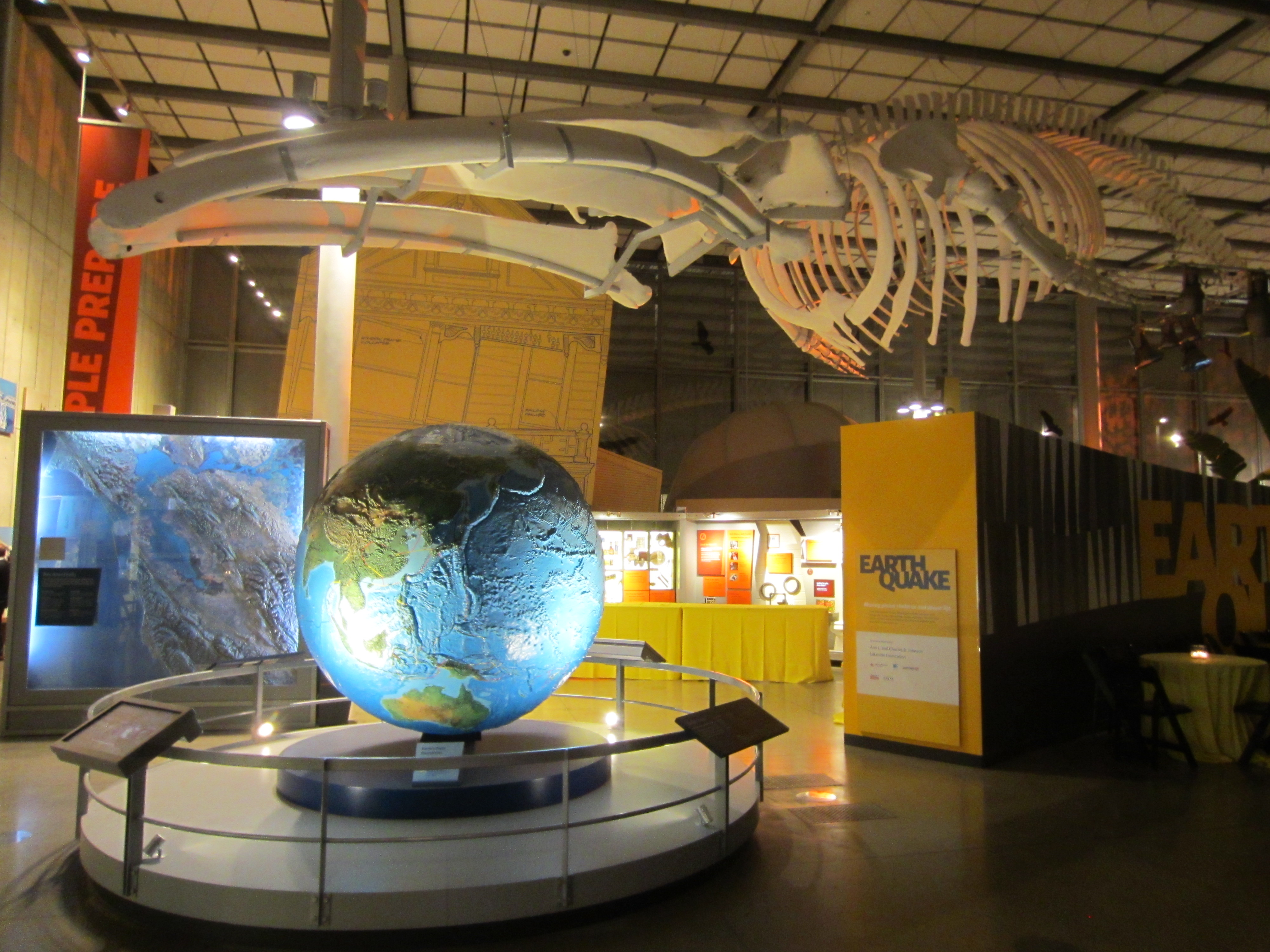
大型浮雕地球（英语：Raised-relief map）上方的鯨魚骨架
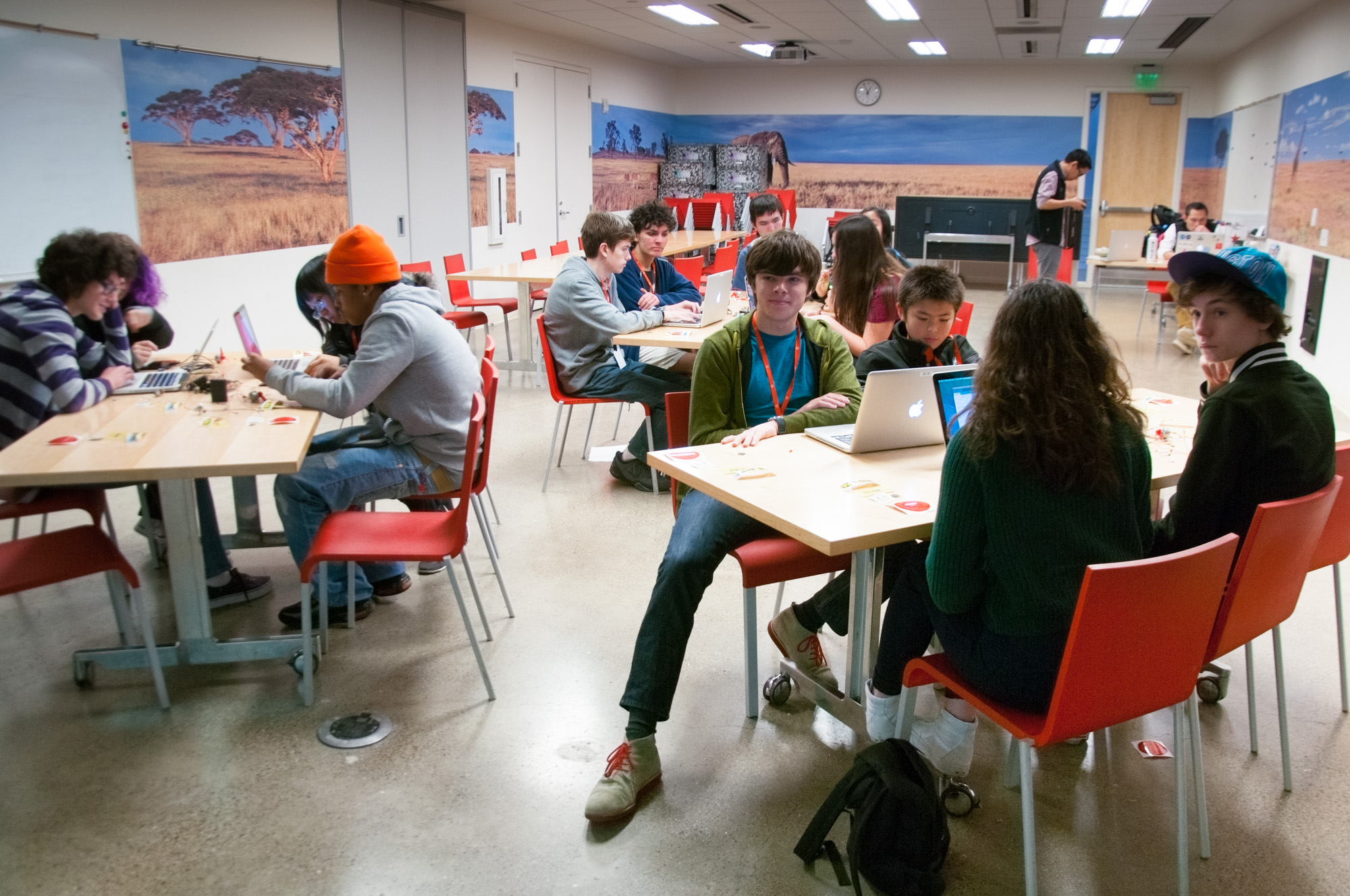
自然駭客遊戲店
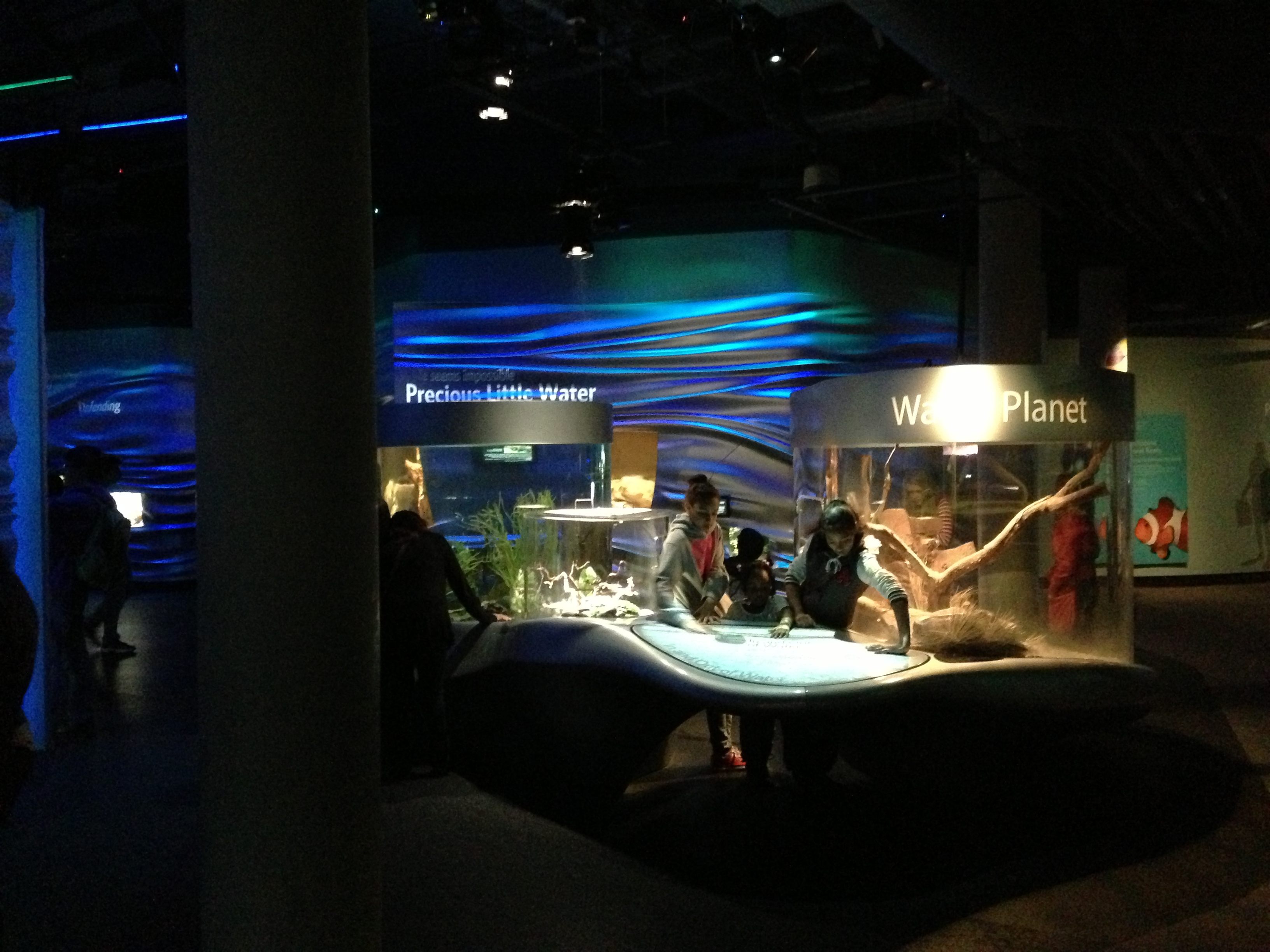
斯坦哈特水族館
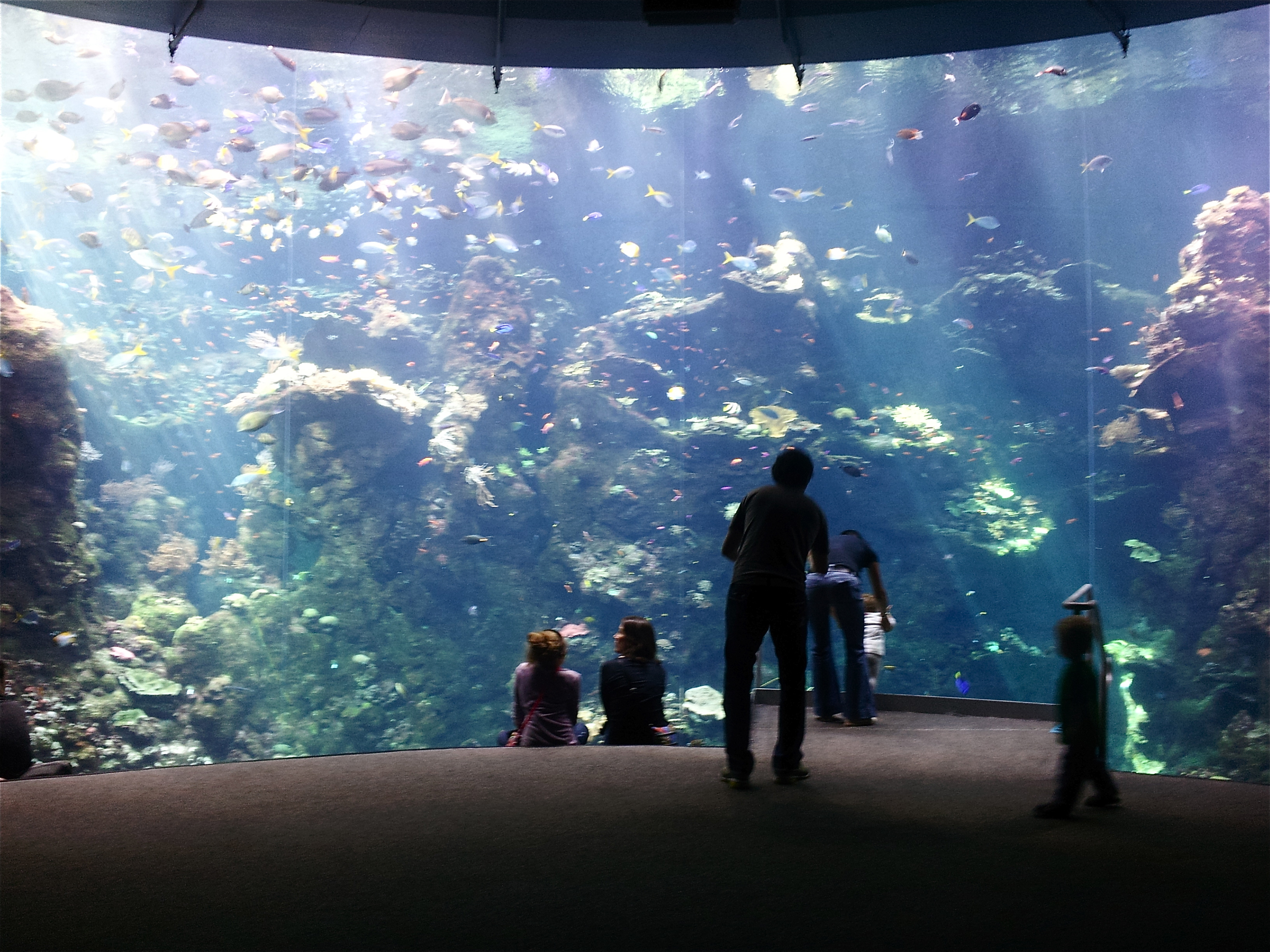
菲律賓珊瑚礁缸
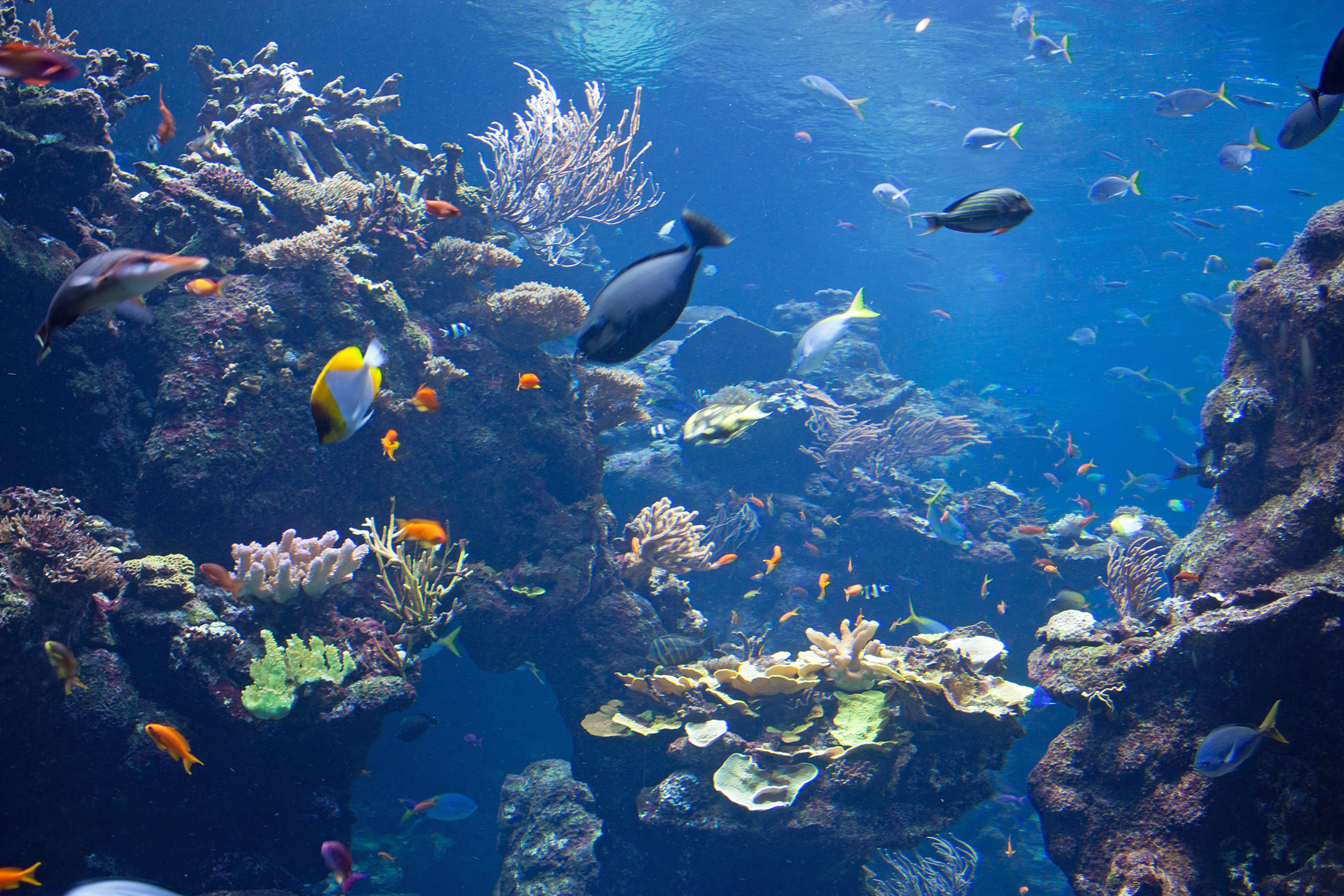
菲律賓珊瑚礁的一部分
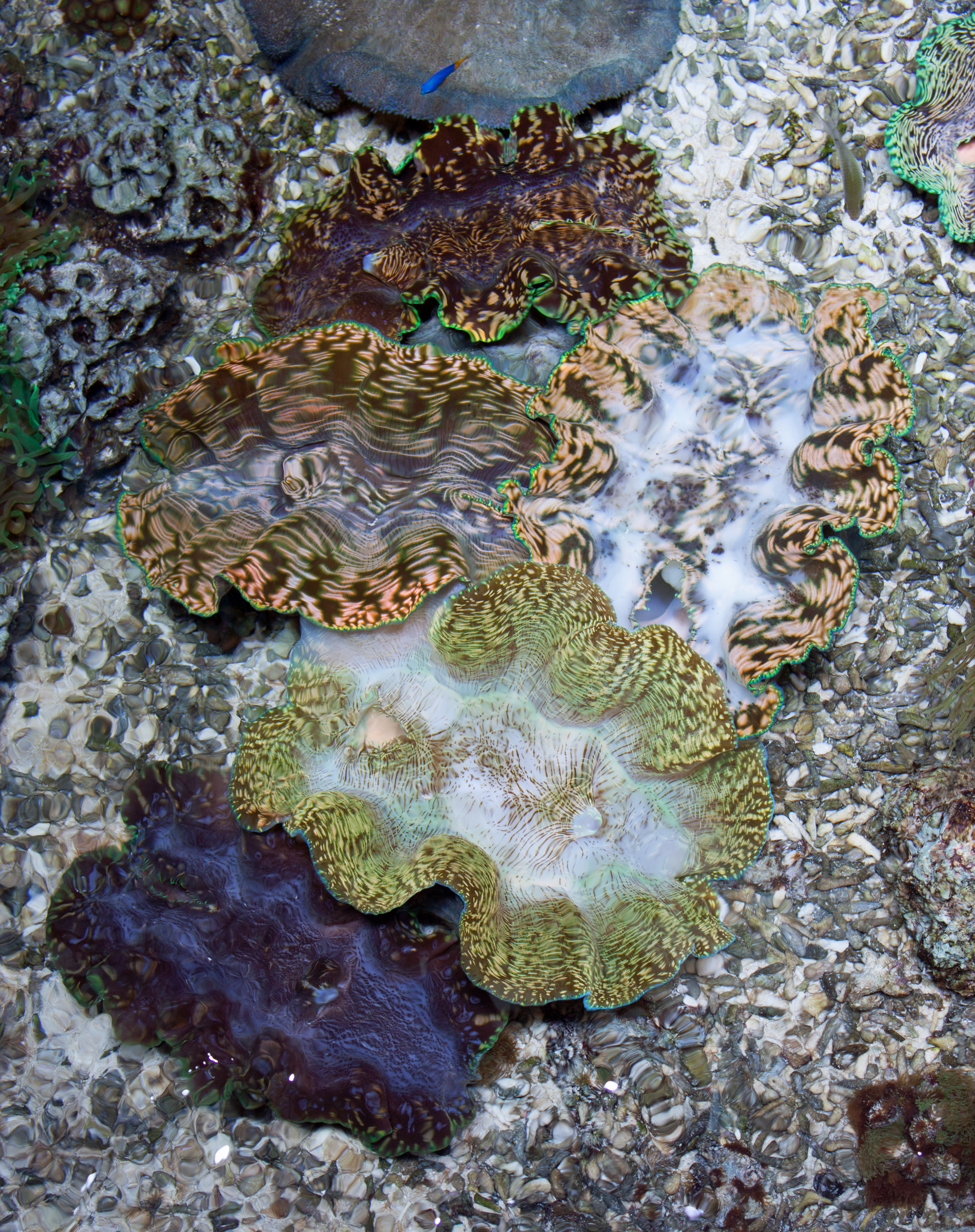
礁石淺灘中的硨磲蛤

## 外部連結
- California Academy of Sciences official website（页面存档备份，存于）
- Morrison Planetarium website（页面存档备份，存于）
- Arup - Design Engineers for replacement building（页面存档备份，存于）
- Webcor Builders on replacement project
- TEECOM Design Group project page[永久]
- SWA Group（页面存档备份，存于）
- PDFs on national media reports on Academy's ongoing construction

37°46′12″N 122°27′59″W / 37.770100°N 122.466407°W